# Tingatinga
Il tingatinga (o tinga-tinga) è uno stile pittorico tipico della Tanzania, sviluppatosi nella seconda metà del XX secolo nell'area di Dar es Salaam, a partire da Oyster Bay. Prende il nome dal suo fondatore, Edward Said Tingatinga.

## Storia
Edward Tingatinga iniziò a dipingere negli anni sessanta, mentre era impiegato come domestico presso un funzionario coloniale britannico a Dar es Salaam. Le sue opere erano realizzate soprattutto su materiale di recupero (vernice per biciclette, assi di legno e simili) ma catturarono l'attenzione dei turisti per i loro colori vivaci e i temi contemporaneamente naïf e surreali. Quando Tingatinga morì, nel 1972, aveva fondato una scuola che si costituì in una società nota come Tingatinga Partnership, ridenominata Tingatinga Arts Cooperative Society nel 1990. La scuola contribuì a diffondere ulteriormente il suo stile, che oggi è il più caratteristico di Dar es Salaam e della Tanzania in generale.
Se le prime generazioni di artisti della scuola Tingatinga riproducevano sostanzialmente lo stile del fondatore, negli anni novanta si è assistito al nascere di nuove tendenze, risposta alle trasformazioni della società tanzaniana. L'introduzione di soggetti legati alla realtà urbana e multi-etnica di Dar es Salaam (per esempio la folla brulicante della città) è stata accompagnata dall'aggiunta di elementi stilistici (per esempio la prospettiva) adatti a rappresentare la complessità della vita quotidiana nella Tanzania occidentalizzata.
L'arte tingatinga oggi è estremamente diffusa in gran parte della Tanzania, e dipinti in questo stile si trovano anche in altri paesi dell'Africa orientale. Ovviamente, molti dei dipinti che vengono etichettati come "tingatinga" nei negozi per turisti e nei mercati di artigianato non sono opere dei membri della scuola originale di Dar es Salaam. Fra i più noti successori di Edward Tingatinga si può citare il suo fratellastro Seymond Mpata; si è formato in questa scuola anche il noto pittore e scultore George Lilanga.

## Stile
Il supporto tradizionale per i dipinti tingatinga è la masonite, tipicamente elementi di forma quadrata e di piccole dimensioni. I disegni sono realizzati attraverso la sovrapposizione di strati di vernice smaltata (originariamente vernice per biciclette) non diluita, cosa che conferisce al disegno una caratteristica lucidità e contorni molto netti, quasi in rilievo. I soggetti sono spesso animali stilizzati o altri motivi zoomorfi, rappresentati su sfondi monocromatici.
Gli elementi fondamentali dello stile sono evidentemente influenzati della connotazione del tingatinga come arte per il mercato turistico: i materiali e le dimensioni ridotte facilitano il trasporto delle opere in aereo, e gli animali preferiti per i soggetti sono le icone dell'Africa nell'immaginario occidentale (i big five, le giraffe, gli ippopotami e via dicendo).
Lo stile del disegno si colloca a metà strada fra l'arte naïf e la caricatura, e non sono rari gli elementi umoristici o sarcastici.
Oltre ai quadri (anche in questo caso per motivi legati alla commercializzazione turistica), gli artisti della scuola tingatinga realizzano anche decorazioni su oggettistica di vario genere, come ceramiche o oggetti per la casa in legno e metallo.